# Никомах Гераски
Вижте пояснителната страница за други личности с името Никомах.
Никомах Геразски (на старогръцки: Νικόμαχος Nikómachos, fl. 150 г.) е древногръцки философ, математик и музикален теоретик през 1 и 2 век. Той е питагореец и платоник.
Никомах произлиза от град Гераза в Декаполис, в днешна северозападна Йордания. Учи вероятно в Александрия. Сигурно е, че е работил като учител.
От произведения на Никомах напълно са запазени само две: „Въвеждане в аритметиката“ (Arithmētikḗ eisagōgḗ, на латински: Introductio arithmetica) и „Наръчник за Хармонията“ (Harmonikón encheirídion или Harmonikḗs encheirídion, на латински: Manuale harmonicum или Harmonicum enchiridium).
Никомах е първият, който споменава изречението, че кубическите числа могат да се представят като суми от нечетни числа по схемата:
{\displaystyle 1=1^{3}}
{\displaystyle 3+5=2^{3}}
{\displaystyle 7+9+11=3^{3}}
{\displaystyle 13+15+17+19=4^{3}}
Апулей превежда неговото съчинение „Въвеждане в аритметиката“ на латински, което не е запазено.